# 청학중학교 축구부
청학중학교 축구부는 인천광역시에 위치한 청학중학교의 축구부이다. 청학중학교가 운영하는 축구부로 2002년에 창단  하였다.

## 같이 보기
- 청학중학교